# Tyler Hemming
Tyler Hemming (* 9. Mai 1985 in London, Ontario) ist ein kanadischer Fußballspieler. 

## Karriere
Hemming startete seine Fußballkarriere im Secondary School Team der Saunders Secondary School in Westmount, London, Ontario. Anschließend spielte er zwischen 2003 und 2006 vier Jahre lang für die Hartwick Hawks, die Collegemannschaft des Hartwick College. In den Saisonpause 2005 und 2006 spielte er für Ottawa Fury in der USL Premier Development League. Beim MLS Supplemental Draft 2007 wurde er in der 4. Runde vom Toronto FC ausgewählt und kam überwiegend in der Reserve zum Einsatz. Sein Profidebüt gab er im Oktober 2007 gegen die New York Red Bulls. Im April 2008 wurde Hemming von Toronto auf die Waiver-Liste gesetzt (die damit ihre Rechte am Spieler aufgaben) und Hemming absolvierte daraufhin Probetrainings in Europa. Nachdem er dort keinen Vertragsangebote erhalten hatte, kehrte er zunächst zu Toronto zurück, wo er im August 2008 zu einem weiteren Einsatz kam. 
Im September 2008 lud ihn der finnische Klub Tampere United zu einem Probetraining ein und Hemming absolvierte für den Klub vier Partien in der Veikkausliiga. 2009 wechselte der eher defensiv ausgerichtete Mittelfeldakteur in die USL First Division zu Charleston Battery. Nach 26 Spielen in der USL First Division 2009 kehrte er den Verein den Rücken und kehrte nach Kanada zurück, wo er am 13. Januar 2010 für Montreal Impact unterschrieb. In Montreal spielte er bis zum Sommer 2010 in fünf Spielen und wechselte Anfang Juli zum USSF-Division-2-Professional-League-Verein Austin Aztex. Im Oktober 2010 zog der Verein allerdings nach Orlando, Florida um und Hemming kehrte wiederum nach Kanada zurück. Nachdem er fünf Monate ohne Verein war, unterschrieb er im März 2011 für den Canadian-Soccer-League-Verein Forest City London. Dort spielte er in zwei Spielzeiten 23 Spiele und erzielte 2 Tore, bevor er im Sommer 2013 für den Stadtrivalen London Marconi in der Western Ontario Soccer League unterschrieb.

### International
Hemming kam für die U-20- und U-23-Auswahl Kanadas zu einigen Einsätzen; im Mai 2009 gab er in einem Freundschaftsspiel gegen Zypern sein Debüt in der kanadischen A-Nationalmannschaft.